# Никогда навсегда
«Никогда навсегда» (англ. Never Forever) — эротическая драма совместного производства США и Южной Кореи режиссёра Джины Ким, вышедшая в 2007 году. Премьера состоялась 18 января 2007 года на фестивале «Сандэнс», где фильм завоевал премию «Симпатии жюри».

## Сюжет
Американская женщина, чей муж оказался бесплоден и пытался в связи с этим покончить с собой, пытается спасти брак, для чего втайне заводит отношения с корейским иммигрантом, которому платит за сексуальные отношения, стараясь забеременеть. Однако отношения между ней и иммигрантом перерастают в нечто большее, чем то, о чём они изначально договорились, заключив сделку.

## В ролях
- Вера Фармига — Софи Ли
- Ха Чон У — Джиа
- Дэвид Ли МакИннис — Эндрю Ли
- Джозеф Ю. Ким — Священник
- Ширли Роика — Таня
- Кэри Свенсон Райли — Мириам
- Джексон Пэйс — Адам
- Алекс Манетти — Джесси
- Марселин Хуго — Доктор Хэнсон

## Интересные факты
- Съёмки картины проходили в окрестностях Нью-Йорка, в частности в его Квинс.[1]